# Scientific Linux
A Scientific Linux a Red Hat Linuxszal közös alapokon nyugvó, 2000 óta fejlesztett Linux-disztribúció az USA-ból. Laborok, kutatóintézetek operációs rendszerének tervezték. Nem tartalmazza tudományos programok széles gyűjteményét, ahogy azt sokan gondolnák neve alapján. Egy stabil, könnyen testreszabható operációs rendszert szeretnének nyújtani a készítők. GNOME, KDE és IceWM grafikus felülettel rendelkezik, illetve létezik szerverváltozat is. i386 és x86_64 architektúrával rendelkezik. Könnyen használható rendszer, de aki még nem használt Linuxot, annak javasoltabb pl. a Zorin vagy a Linux Mint, amelyek nagyon hasonlítanak a Windowsra, vagy az Elementary OS, amely a MacOS alternatívája.